# Cylindera fallaciosa
Cylindera fallaciosa is een keversoort uit de familie van de loopkevers (Carabidae). De wetenschappelijke naam van de soort is voor het eerst geldig gepubliceerd in 1897 door W.Horn.